# Nationalpark Tuschetien
Der Nationalpark Tuschetien (georgisch თუშეთის ეროვნული პარკი) ist ein Nationalpark in Tuschetien, Georgien. Er wurde 2003 ausgewiesen. Dort leben zum Beispiel anatolische Leoparden, Bären und Wölfe. Der Nationalpark zählt zu den wichtigsten Schutzgebieten im Kaukasus.